# Ermita de Nuestra Señora de Elizmendi
La Ermita de Nuestra Señora de Elizmendi es un edificio religioso románico que se encuentra a las afueras de Contrasta, concejo del municipio del Valle de Arana, en la provincia de Álava, País Vasco (España).

## Localización

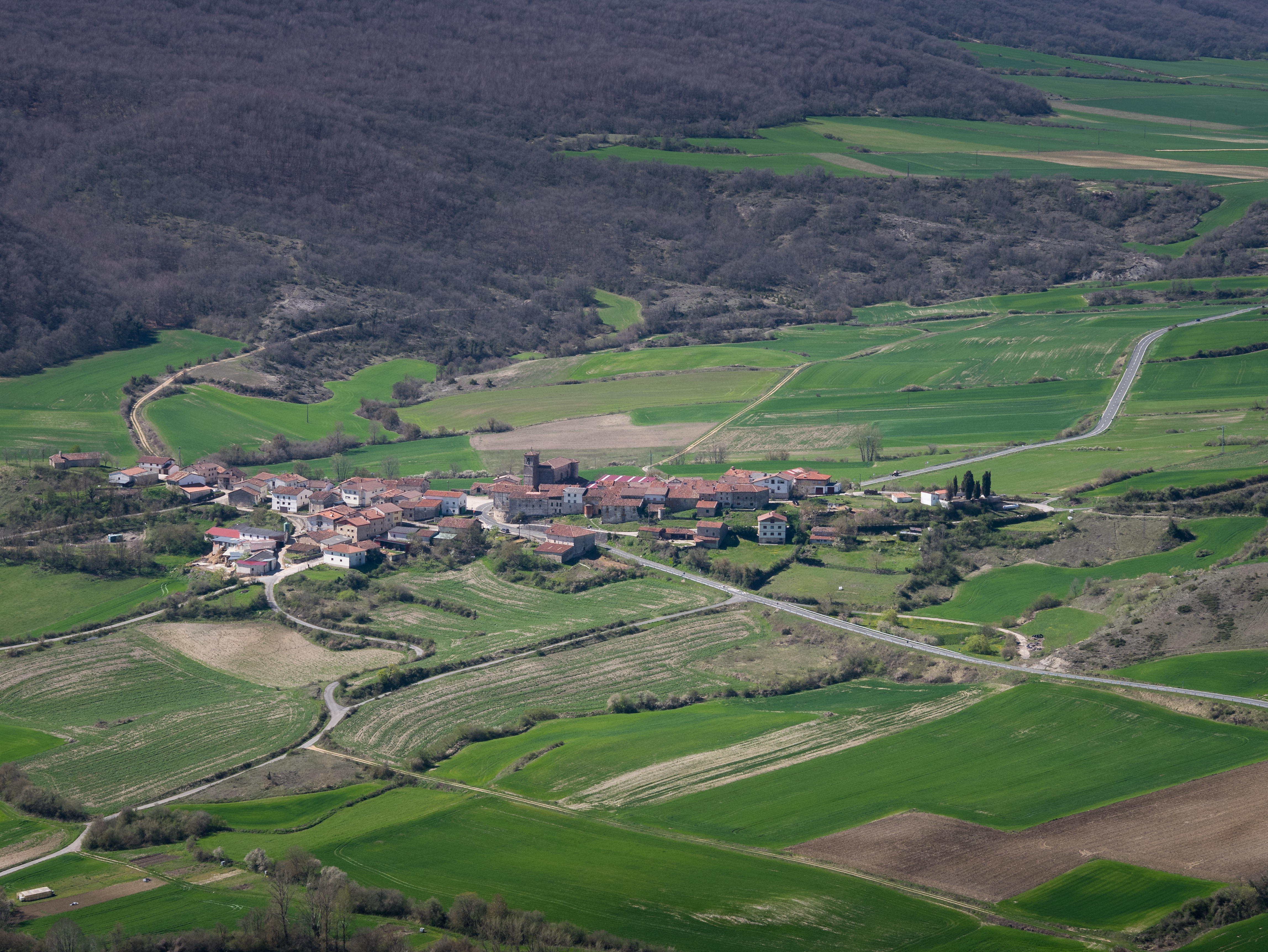
Contrasta en el valle de Arana, desde la cumbre de Murube

Nuestra Señora de Elizmendi se halla al sur del núcleo principal de Contrasta, extramuros y emplazada en un altozano. La población de Contrasta está a 828 metros de altitud, en el extremo oriental de la provincia de Álava, en la comarca de la Montaña Alavesa. Los montes que rodean el emplazamiento de la ermita son: por  el norte el Murube (1135  m), al noroeste el Alto de San Cristóbal (1145 m), y por el sur la peña de Arnaba (1258 m). Sus tierras son colindantes con las navarras de Améscoa Alta: Larraona, Aranarache, Eulate y Zudaire, situadas entre las sierras de Encía-Urbasa al norte y la de Lokiz al sur. Desde allí bajan las aguas del Urederra hacia Estella, que dista menos de 35 km de Contrasta. La capital alavesa, Vitoria, está a unos 42 km.

## Historia
La mención documental más antigua de la que se dispone es la que consta en el Archivo General de Navarra: en 1203 Sancha Pedriz de Uztuniga hace donación al Monasterio de Santa María la Real de Irache de las tres partes que tenía en propiedad en Elizmendi, una iglesia (o monasterio), varias casas, solares, heredades y diezmos. Posteriormente, el 12 de octubre de 1256 la villa de Contrasta recibió de Alfonso X de Castilla, el mismo fuero y privilegio que había sido concedido a Vitoria en 1181 por el rey Sancho el Sabio de Navarra. Este hecho demostraba la importancia del núcleo como punto defensivo estratégico, ubicado en una zona de paso resguardado, fronterizo con Navarra, desde el que se controlaba un valle que era un importante cruce de caminos.En 1556 se registraba la existencia en Contrasta de siete ermitas, de las que ya solo se conserva la de Nuestra Señora de Elizmendi.

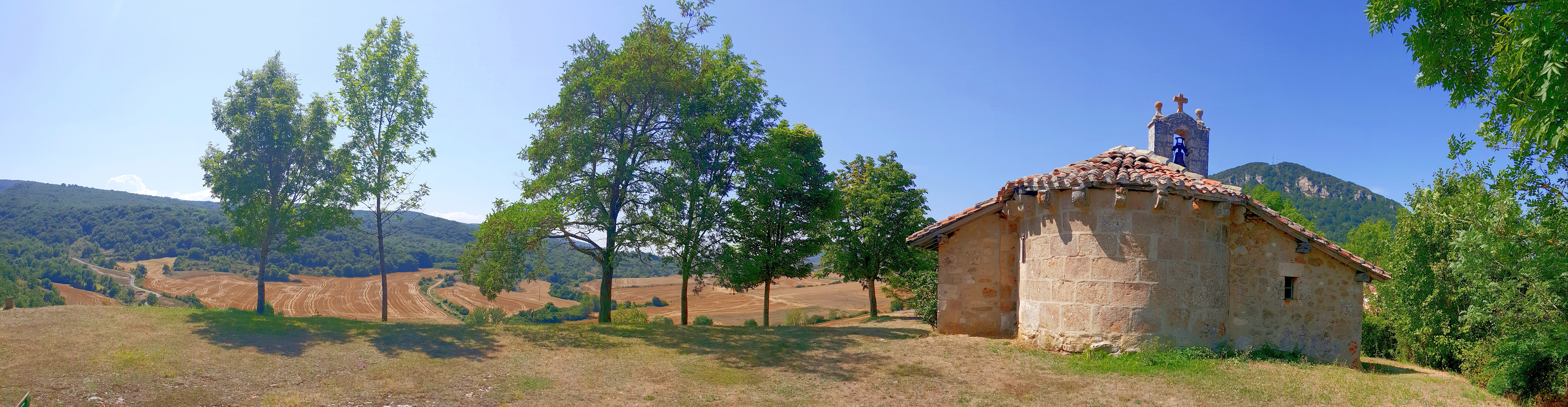
Nuestra Señora de Elizmendi

## Cofradía

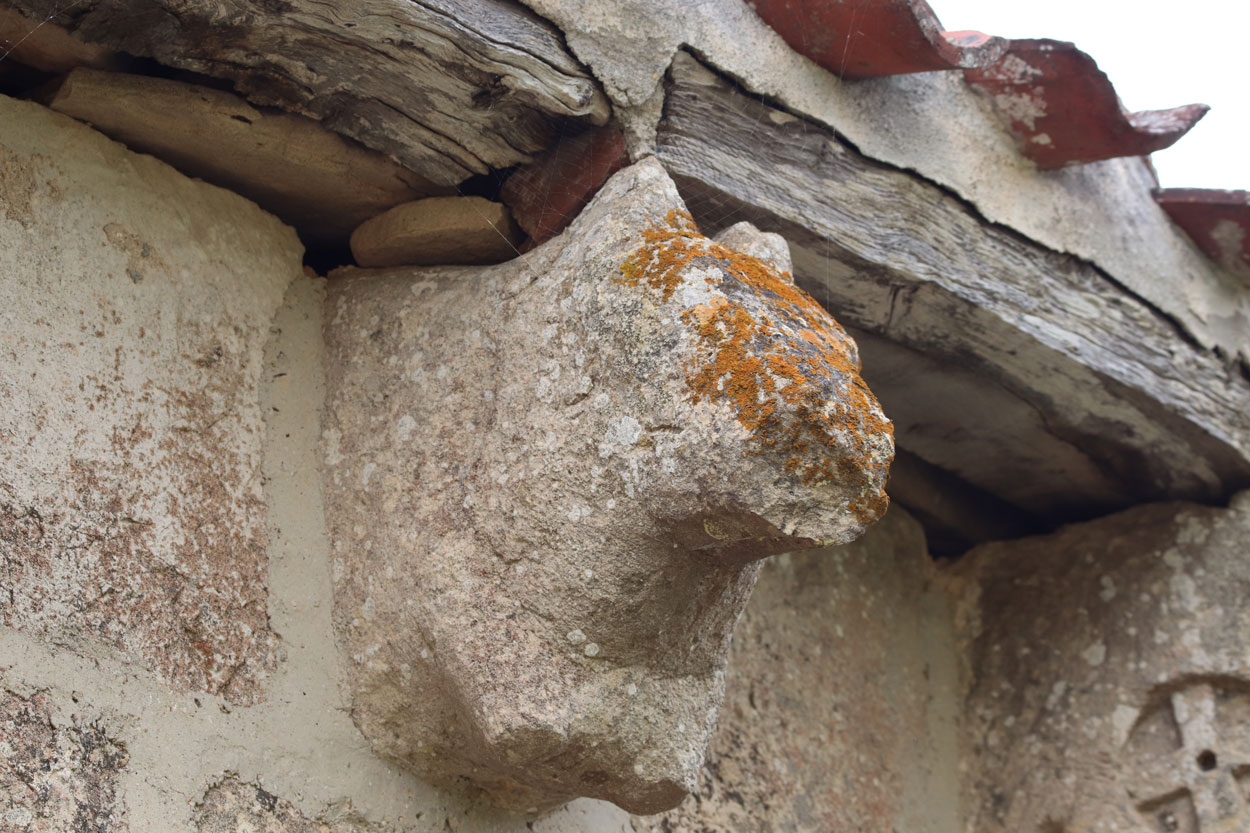
Modillón con cabeza de lobo (Ondare Irekia)

Elizmendi mantenía una cofradía, con un marcado matiz funerario, cuyas ordenanzas fueron aprobadas en 1731. Se acudía en rogativas el 3 de mayo, los días 22 y 23 de junio y el 10 de julio. Además, se celebraba allí el día de San Roque, 16 de agosto. Asimismo, la población de Larraona acudía en romería a Elizmendi el 4 de julio. Se celebraban misas solicitando gracias de todo tipo, incluso para el buen éxito de las batidas contra los lobos y protección ante sus ataques. Uno de los modillones del ábside representa, precisamente, la cabeza de un lobo.

## Descripción

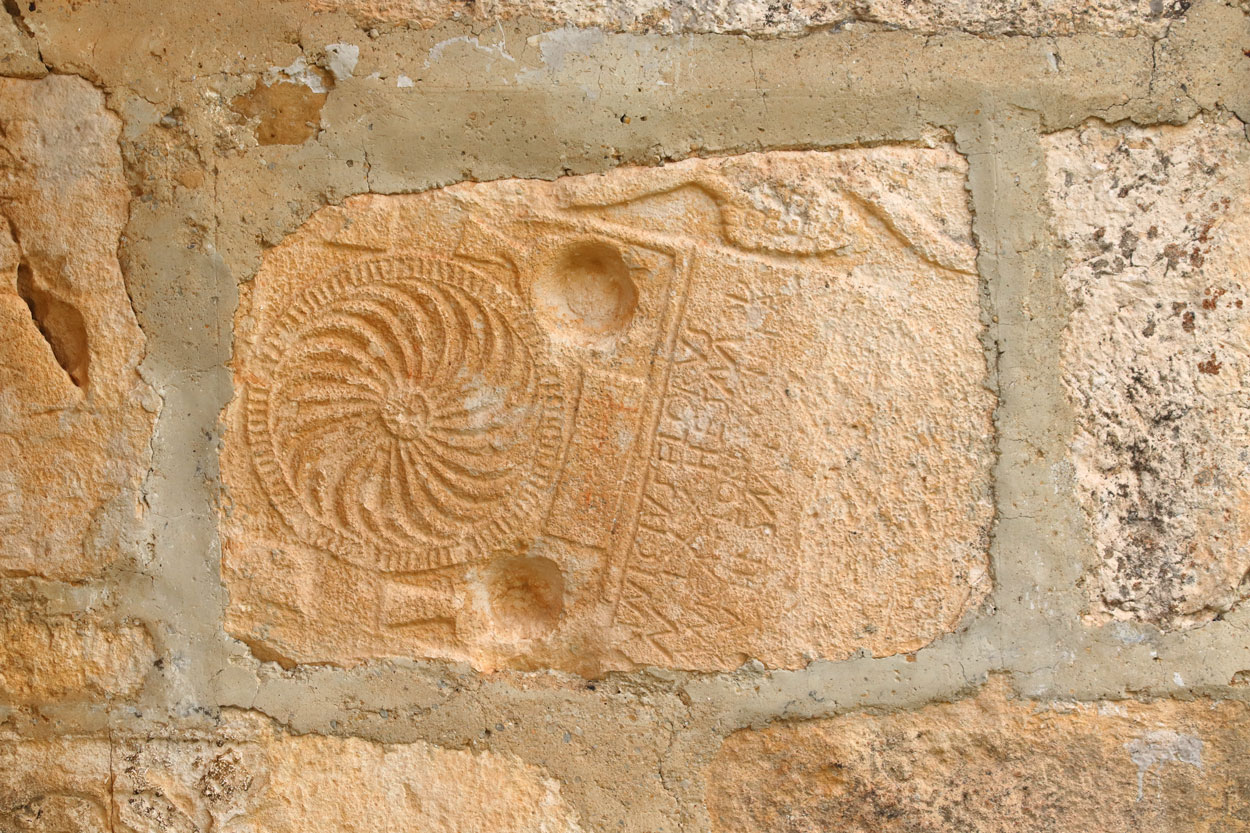
Estela romana en el muro de Nuestra Señora de Elizmendi

Construcción románica, posiblemente del siglo siglo XI, tiene planta rectangular y cabecera semicircular cubierta por bóveda de horno. El arco triunfal no está decorado. La nave, reconstruida, está cubierta por techumbre plana.Los muros de la ermita están levantados, en parte, con una veintena de lápidas y estelas romanas, en su mayoría funerarias, que forman un interesantísimo conjunto.Incluso la portada muestra una lápida romana en el dintel y otra en el umbral. En el exterior el ábside, la parte más primitiva del edificio, es de escasa altura y está edificado con sillares bien labrados. Conserva canecillos o modillones labrados por ambas caras con motivos decorativos populares que han sido ampliamente estudiados.

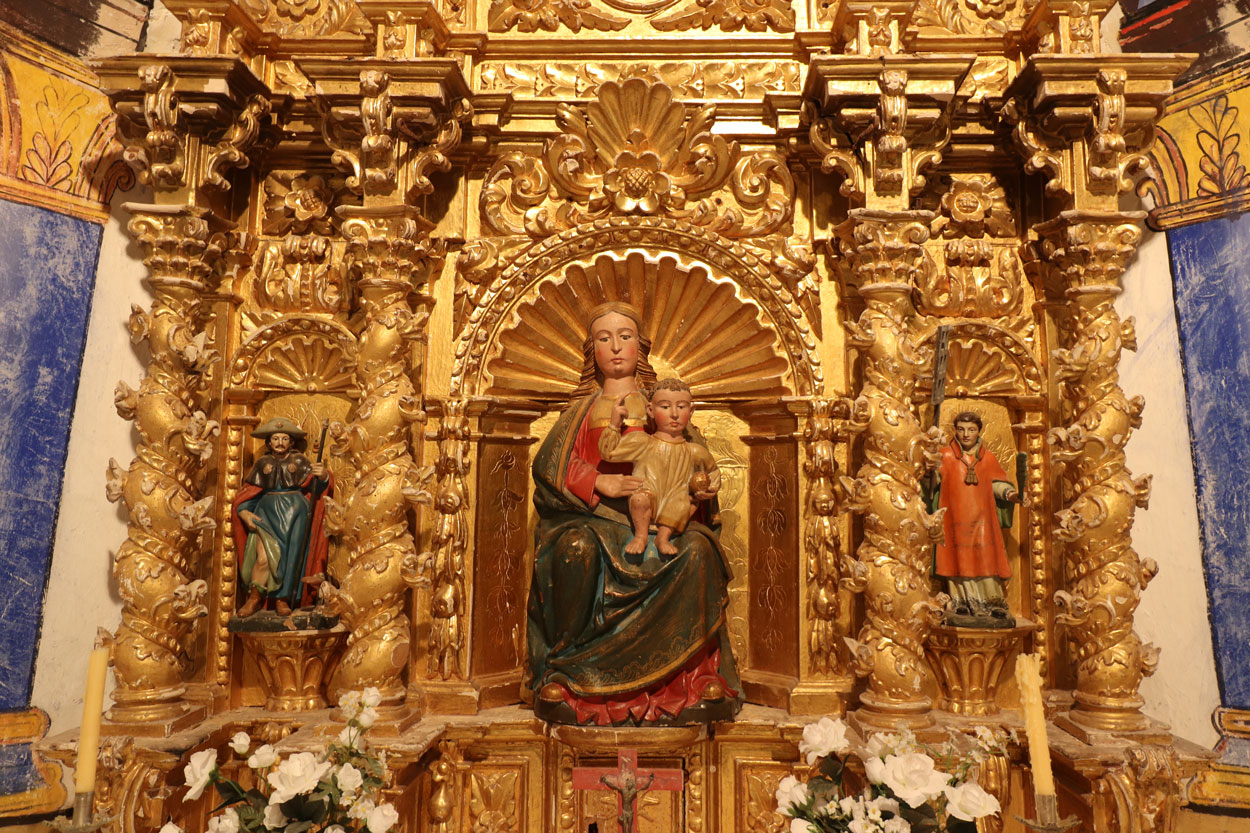
Retablo principal de Nuestra Señora de Elizmendi

En el interior, el retablo principal es barroco, del siglo siglo XVIII. Consta de un solo cuerpo, con cuatro columnas salomónicas doradas, nichos en sus calles y remate. El centro lo ocupa la imagen de Nuestra Señora de Elizmendi, talla del siglo XVI que sustituyó a la primitiva Andra Mari y que copia su tipología. En las calles laterales hay imágenes de san Roque y san Lorenzo. La ermita está rematada por una espadaña del siglo siglo XIX. En las cercanías de la ermita existen vestigios de sepulturas medievales cristianas.